# Salpis puechi
Salpis puechi är en fjärilsart som beskrevs av Paul Dognin 1904. Salpis puechi ingår i släktet Salpis och familjen mätare. Inga underarter finns listade.